# Varice des mains
Une varice des mains consiste en des veines dilatées au dos des mains. Les varices des mains sont un problème fréquent, qui pose un réel souci d’esthétisme.

## Causes
Lorsque nous parlons des varices des mains, il faut tout d’abord éliminer une compression rare et haute au niveau du bras ou de l’avant bras (compression de voisinage) ou une phlébite du bras.
En règle générale, ces varices sont dues à des veines dilatées du dos des mains qui deviennent plus visibles à cause de la perte d’élasticité de la paroi veineuse et de la perte de graisse au niveau des espaces inter-tendineux avec l’avancement en âge. Elles peuvent être le siège de complications : saignement important lors d’un traumatisme, phlébite ou encore douleurs. Le problème esthétique se pose de plus en plus souvent, car la main est le premier contact avec « l’autre » dans la vie sociale.

## Traitement
Les techniques médicales ou chirurgicales de rajeunissement (injection de différents produits, lifting, etc.) se sont peu intéressées aux varices des mains, mais les traitements esthétiques des mains se développent. Le creusement des sillons inter-tendineux du dos de la main peut être comblé par des injections d'acide hyaluronique ou de silicone.
Le traitement des varices des mains est simple. Le seul traitement indiqué est le traitement chirurgical. La sclérothérapie est contre indiquée pour traiter les varices des mains. La longue pratique de la chirurgie mini-invasive ainsi que celle de l’anesthésie locale par tumescence a permis de faciliter le traitement des varices sur les mains.
L’opération des varices des mains se déroule en milieu chirurgical, sous anesthésie locale, sans hospitalisation et par des mini-incisions de 1 mm. Cette chirurgie « mini-invasive » des varices est douce, atraumatique, sans saignement, sans hématome. Seuls quelques « bleus » peuvent être constatés.